# Maltská lira
Maltská lira, maltsky Lira Maltija (plural: liri), byla do 1. ledna 2008 úřední měna na Maltě. ISO 4217 kód měny byl LM, občas též MTL, ze zvyku se stále ještě někdy používá výrazu pound (podle britské libry) a znaku ₤. Maltská lira se dělila na 100 centů (cent), až do roku 1994 se 1 cent dělil na 10 mils. 1. ledna 2008 byla lira nahrazena eurem v konverzním poměru (kurzu) 1 EUR = 0,429300 MTL.

## Mince a bankovky
Lira se na Maltě nacházela v oběhu v těchto mincích a bankovkách:
- mince: 1, 2, 5, 10, 25, 50 cents, 1 lira
- bankovky: 2, 5, 10, 20 liri

## Historie
Maltská lira vzešla z maltské libry, která byla dlouhou dobu paritní k britské libře (od konce 70. let byla uvolněna a obnášela většinou kolem 1,60 britské libry). Přechod na decimální systém se na Maltě však uskutečnil až roku 1972 (u britské libry 1971); od roku 1973 se pak nový název lira stále častěji objevoval na některých bankovkách, od roku 1986 už jako výlučné označení měny jak na bankovkách, tak i na mincích.